# ATTAC Suisse
 (juin 2018).
ATTAC Suisse est la section suisse de l'association pour la taxation des transactions financières et pour l'action citoyenne (ATTAC).

## Histoire
Parallèlement à la création d'ATTAC en France en 1998, se constitue en Suisse le « Mouvement citoyen pour le désarmement des pouvoirs financiers » à Genève. C'est à son appel qu’une première assemblée pré-constituante d’ATTAC Suisse a lieu à Lausanne le 12 février 1999.
Plus de quatre cents personnes prennent part à la constitution des groupes locaux d'ATTAC en vue d’une assemblée constituante fédérale le 25 septembre 1999 à Fribourg
Attac Suisse est présente dans tous les cantons romands, ainsi que dans ceux de Bâle, de Berne, du Tessin, et de Zurich.

## Actions
Il existe officiellement 6 commissions au sein d'Attac Suisse qui organisent et coordonnent les différentes actions et manifestations :
La « Commission AGCS » (Accord général sur le commerce des services) qui a surtout coordonné durant l’année 2005 la campagne nommée « Zones hors-AGCS » au niveau des communes suisses. Cette campagne, qui était déjà entamée par d’autres sections d’ATTAC à travers l’Europe, visait à « dénoncer le caractère non-démocratique du processus de prise de décision »  auprès des autorités locales afin que les communes se déclarent « hors-AGCS ». Néanmoins, cette action est purement symbolique, car elle n’a aucune valeur juridique. C’est dans ce cadre que la commission chargée de la campagne a édité un bulletin dans trois des quatre langues nationales appelé Gats-ette (GATS est l’équivalent anglais d’AGCS)   qui analyse les enjeux des accords et des privatisations dans les secteurs publics pour la Suisse et qui était destiné principalement aux communes. À ce jour, environ 90 communes se sont déclarées "Hors-AGSC" en Suisse.
La deuxième commission est chargée de la conférence annuelle « L'université d’été d'Attac Suisse », qui se déroule traditionnellement sur 3 jours. Les sujets des différentes sections et d'actualité y sont traités. En 2007, le thème traitait de la manipulation dans les médias[source insuffisante].
La troisième commission « Féministe »traite de différents sujets concernant les femmes en Suisse et à l'étranger.
La quatrième commission « L'Autre Davos », qui se veut un sommet alternatif aux rencontres du Forum économique mondial qui se tiennent à Davos. La commission se charge d’organiser le contre-sommet au World Economic Forum (WEF)  chaque année. La première réunion de l’Autre Davos  s’est déroulée à Zurich du 28 au 31 janvier 1999, simultanément avec le WEF de Davos.
La cinquième est la commission « OMC/fiscalité » (OMC: Organisation mondiale du commerce) qui se base comme son ainé Attac France sur le principe de la Taxe Tobin. Attac Suisse désirerait que l’utilisation des taxations des transactions financières ne soit pas seulement utilisée comme un simple instrument de réglementation des marchés financiers, mais aussi comme un premier pas vers un contrôle démocratique de la richesse de la société.
La sixième commission est celle des Services publics : C’est sous le slogan « vers l’appropriation sociale ! » qu’Attac définit sa politique en matière de services publics. ATTAC Suisse considère que l’électricité, l’eau, la santé et l’éducation sont menacés par les multinationales qui toujours selon Attac tentent de s’approprier le contrôle d’une part croissante des services publics.

## Revendications
Deux groupes principaux sont actifs au sein des différentes sections d'ATTAC Suisse : le groupe « multinationale et mondialisation » engagé dans la lutte contre les multinationales et le groupe « fiscalité » traitant des problèmes fiscaux en Suisse.
Le groupe « multinationale et mondialisation » lutte contre l’accroissement des inégalités, la violation des droits humains et la destruction de l’environnement. La section locale, ATTAC Vaud, s'est principalement engagée dans la préparation d’une journée de forum sur l’"Empire Nestlé", qui a été organisé avec plusieurs sections d’Attac en Suisse ainsi que Greenpeace et la Public Eye (anciennement Déclaration de Berne).
Le groupe « Fiscalité » demande la levée du secret bancaire en Suisse facilitant évasion fiscale, une limitation de la sous enchère fiscale intercantonale, l'introduction d'un impôt fédéral sur les successions, et le développement d'un système de primes d’assurance-maladie basées sur le revenu.
ATTAC Suisse participe à l’organisation des Forums sociaux européens et du Forum social suisse.
ATTAC Suisse édite une à deux fois par an un livre sur un thème correspondant à un axe privilégié de travail (à ce jour, les 3 premiers sujets abordés ont été Nestlé, les services publics et la fiscalité)[réf. nécessaire].